# Carlyle Blackwell
Carlyle Blackwell (Troy, 20 januari 1884 – Miami, 17 juni 1955) was een Amerikaanse acteur en filmregisseur in het tijdperk van de stomme film.

## Biografie
Blackwell werd geboren op 20 januari 1884 in Troy (Pennsylvania). Hij studeerde aan de Cornell University voordat J. Stuart Blackton hem ontdekte en zijn interesse in acteren aanwakkerde. Hij begon zijn acteercarrière in New York als hoofdrolspeler in het theater.
In 1910 maakte hij zijn filmdebuut in de Vitagraph Studios-productie van Uncle Tom's Cabin, geregisseerd door J. Stuart Blackton. Zijn grote doorbraak kwam er in 1912 toen hij samen met Mary Pickford in Such a Little Queen speelde. Hij was de grootste ster van Kalem totdat Jesse L. Lasky hem in 1915 wegkaapte voor Famous Players.
In 1921 begon Blackwell aan een Europese tournee en koos ervoor om de rest van het decennium in Engeland te blijven, wat een goede carrièrestap bleek te zijn. Hij was de eerste acteur die het personage van avonturier Bulldog Drummond vertolkte in de Brits/Nederlandse coproductie Bulldog Drummond uit 1922. In 1923 speelde hij Lord Robert Dudley in het kostuumdrama The Virgin Queen. Beide films waren kaskrakers.
Van 1910 tot 1930 speelde hij in meer dan 180 films. In zijn latere jaren was hij ook actief als filmproducent en scenarioschrijver. De komst van de geluidsfilm maakte echter een abrupt einde aan zijn filmcarrière. Na zijn laatste film in 1930 keerde Blackwell terug naar het theater. Voor zijn bijdragen aan de filmindustrie kreeg hij in 1960 een ster op de Hollywood Walk of Fame.
Blackwell was vijf keer getrouwd. Zijn eerste huwelijk met Ruth Hartman duurde van 1909 tot 1923. Het paar kreeg twee kinderen: een dochter Carol Esther Blackwell in 1911 en een zoon Carlyle Blackwell Jr. in 1913, die net als zijn vader acteur werd. In juli 1926 trouwde hij in Londen met Leah Barnato. Dit huwelijk liep spaak in 1933 en in datzelfde jaar trouwde hij voor een derde keer met Avonne Taylor. In 1934 kocht het stel een landgoed in Brookfield (Connecticut), maar in 1936 eindigde ook dit huwelijk in een scheiding. In november 1946 trouwde hij met Nancy Nichelson Bradsby, met wie hij samenbleef tot haar dood in 1947. In 1948 trouwde hij met Ann Enoch, ze waren nog steeds getrouwd toen hij stierf.
Blackwell overleed op 17 juni 1955 in Miami op 71-jarige leeftijd.